# Angel Goodrich
Angel Goodrich (ur. 24 lutego 1990 w Glendale) – amerykańska koszykarka grająca na pozycji rozgrywającej.
W sezonie 2015/2016 zawodniczka polskiego klubu Tauron Basket Ligi Kobiet – KSSSE AZS PWSZ Gorzów Wielkopolski.